# Secretariat (paard)
Secretariat (30 maart 1970 - 4 oktober 1989) was een Amerikaans volbloed racepaard, door velen beschouwd als het beste paard aller tijden. Zijn eigenaar noemde hem liefkozend "Big Red", refererend aan zijn grootte en vosse kleur.

## Geschiedenis
Secretariat won in 1973 de Kentucky Derby, de Preakness Stakes en de Belmont Stakes en was hiermee de eerste winnaar van de Triple Crown of Thoroughbred Racing in een kwart eeuw.
Over het leven van het paard, zijn stal en zijn jockey maakte de Amerikaanse regisseur Randall Wallace een film met de titel Secretariat (2010).

## In populaire media
- Secretariat speelt een belangrijke rol in de Netflix-serie BoJack Horseman. In de serie is Secretariat de idool van de hoofdpersoon, BoJack. BoJack, een losbandig acteur, is zelfs zo'n enorme fan van Secretariat dat hij droomt van een serie waarin hij Secretariat speelt. Dat gebeurt uiteindelijk ook, ondanks het feit dat BoJack een heel slechte conditie heeft en wat dat betreft geen lookalike is van Secretariat.
- In The Late Late Show, in de tijd dat Craig Ferguson de show presenteerde, verscheen een parodie op Secretariat, in werkelijkheid waren het twee acteurs in een paardenkostuum.
- Ook in The Simpsons kwam het personage Secretariat voor.

## Races

### Races als tweejarige
Overwinningen:
- Sanford Stakes
- Hopeful Stakes[3]
- Belmont Futurity
- Laurel Futurity
- Garden State Stakes
- Champagne Stakes (gediskwalificeerd als tweede)
- Gabrielle's garden

### Races als driejarige
Overwinningen:
- Kentucky Derby (nieuw baanrecord)
- Preakness Stakes (nieuw baanrecord)
- Belmont Stakes (nieuw wereldrecord)
- Bay Shore Stakes
- Gotham Stakes (record)
- Arlington Invitational
- Marlboro Cup (nieuw wereldrecord)
- Man O' War Stakes (record)
- Canadian International

Tweede:
- Woodward Stakes
- Whitney Stakes

Derde:
- Wood Memorial Stakes

### Bijzonderheden
Secretariat won de Kentucky Derby in de tijd van 1:59 2/5. Sham, zijn rivaal, liep 1:59 4/5.
De overwinning van de Preakness Stakes was legendarisch. Secretariat begon namelijk helemaal achteraan en maakte in de eerste bocht een enorme sprong naar voren en passeerde het hele veld in minder dan twaalf seconden. De Daily Racing Form-klokkers klokten een nieuw record, maar de officiële klok gaf een andere tijd aan.
De indrukwekkendste overwinning van de Triple Crown was die van de Belmont Stakes. Secretariat wist te winnen met 31 paardlengten voorsprong in een recorddtijd van 2:24,24.